# フリードリヒ・パンツィンガー
フリードリヒ・パンツィンガー（Friedrich Panzinger、1903年2月1日‐1959年8月8日）は、ナチス・ドイツ親衛隊（SS）の将校。刑事警察（クリポ）の長官を務めた。最終階級は親衛隊上級大佐（准将）（SS-Oberführer）および警察大佐（Oberst der Polizei）。

## 経歴
ミュンヘン出身。夜間学校を出た後、警察官に就職した。1933年にナチス党の突撃隊（SA）に参加。1937年4月に親衛隊（SS）に移動した。5月にはナチス党への入党が認められた。またベルリン州警察本部の刑事委員会に入る。
第二次世界大戦開戦後の1940年8月には保安警察代表でブルガリア・ソフィアのドイツ公使館に勤務。親衛隊中佐（SS-Obersturmbannführer）の階級にあった1941年9月に国家保安本部IV部（ゲシュタポ部、部長ハインリヒ・ミュラー）のA課（敵性分子排除課(Gegnerbekämpfung)）課長となる。ここは共産主義運動、自由主義運動、サボタージュの取り締まりを監督する課であり、IV部（ゲシュタポ部）の中でももっとも重要な課であった。1943年7月に親衛隊大佐（SS-Standartenführer）に昇進。
1943年9月5日からフンベルト・アッハマー・ピフラーダー(de:Humbert Achamer-Pifrader)に代わってアインザッツグルッペンA司令官となり、9月24日に親衛隊上級大佐（SS-Oberführer）に昇進する。1944年5月6日までアインザッツグルッペンA司令官に在職した。あわせて1943年9月18日から1944年5月20日にかけて彼の指揮するアインザッツグルッペンが展開するオストラント（東国）・リガの保安警察及びSD司令官（Befehlshaber der Sicherheitspolizei und des SD、略称BdS）にも任じられている。
アインザッツグルッペンの任務を終えた後はベルリンの国家保安本部IV部A課課長の仕事に戻った。1944年8月15日に国家保安本部V部（刑事警察部）の部長に抜擢される。ここの部長はもともとアルトゥール・ネーベ親衛隊中将だったが、1944年7月20日に起こったヒトラー暗殺未遂事件に関与したことが発覚してどこかへ逃亡したため、空席となっていた。就任早々、捕虜のフランス将軍モーリス・メズニー（de:Maurice Mesny）殺人事件の捜査にあたることとなった。1944年10月14日に警察大佐（Oberst der Polizei）の階級が授与される。
戦後、ソ連軍の捕虜となり、過酷な強制労働に従事させられた。1955年9月にドイツ人捕虜が1万人弱ほど西ドイツへ返還されたが、パンツィンガーもこの際に返還された。西ドイツ帰国後はラインハルト・ゲーレンの指揮する西ドイツ諜報部BNDに参加。また信託会社に勤めた。しかし1959年、西ドイツ政府からナチ戦犯として逮捕されて拘禁中に自殺した。

## 文献
- Wildt, Michael: Generation des Unbedingten. Das Führungskorps des Reichssicherheitshauptamtes. Hamburg , Hamburger Edition HIS Verlagsges. mbH, 2002, ISBN 3-930908-75-1
- Eine deutsche Karriere: Friedrich Panzinger; Protokoll des Verhörs des Gefangenen Panzinger, Friedrich vom 12. Februar 1947 in „Utopie kreativ“, 1995 (Förderverein Konkrete Utopien e.V. Berlin) ISSN 0863-4890
- Dr. Sebastian Weitkamp: Braune Diplomaten, Dietz Verlag, Bonn 2008, ISBN 3-8012-4178-5